# Калашом
Калашом (перс. كلاشم) — село в Ірані, у дегестані Північний Ростамабад, у Центральному бахші, шагрестані Рудбар остану Ґілян. У переписі 2006 року вказане як окремий населений пункт, але без відомостей про чисельність населення.

## Клімат
Середня річна температура становить 14,04 °C, середня максимальна – 27,81 °C, а середня мінімальна – -0,28 °C. Середня річна кількість опадів – 739 мм.
| Клімат поселення                              | Клімат поселення | Клімат поселення | Клімат поселення | Клімат поселення | Клімат поселення | Клімат поселення | Клімат поселення | Клімат поселення | Клімат поселення | Клімат поселення | Клімат поселення | Клімат поселення | Клімат поселення |
| Показник                                      | Січ.             | Лют.             | Бер.             | Квіт.            | Трав.            | Черв.            | Лип.             | Серп.            | Вер.             | Жовт.            | Лист.            | Груд.            |                  |
| Середній максимум, °C                         | 10,87            | 11,36            | 12,44            | 17,51            | 20,87            | 26,32            | 27,81            | 27,69            | 23,20            | 20,54            | 16,95            | 11,93            |                  |
| Середня температура, °C                       | 5,30             | 5,78             | 6,87             | 11,93            | 15,30            | 20,74            | 23,56            | 23,45            | 18,94            | 16,29            | 12,69            | 7,69             |                  |
| Середній мінімум, °C                          | −0,28            | 0,21             | 1,30             | 6,35             | 9,72             | 15,17            | 19,30            | 19,20            | 14,69            | 12,02            | 8,46             | 3,43             |                  |
| Норма опадів, мм                              | 70               | 59               | 76               | 59               | 38               | 22               | 19               | 31               | 65               | 100              | 94               | 106              |                  |
| Середньомісячна швидкість вітру, м/с          | 2.20             | 2.60             | 2.44             | 2.50             | 2.22             | 2.30             | 2.48             | 2.28             | 1.92             | 2.02             | 2.00             | 2.16             |                  |
| Середньомісячна сонячна радіація, кДж/м²·день | 7232             | 9513             | 11475            | 15943            | 19830            | 22252            | 22988            | 19576            | 16026            | 11311            | 8929             | 6944             |                  |
| --------------------------------------------- | ---------------- | ---------------- | ---------------- | ---------------- | ---------------- | ---------------- | ---------------- | ---------------- | ---------------- | ---------------- | ---------------- | ---------------- | ---------------- |
| Джерело:                                      |                  |                  |                  |                  |                  |                  |                  |                  |                  |                  |                  |                  |                  |